# Hayato Kanda
Hayato Kanda (japanisch 閑田 隼人 Kanda Hayato; * 1. August 2002 in Hiroshima, Präfektur Hiroshima) ist ein japanischer Fußballspieler.

## Karriere
Hayato Kanda erlernte das Fußballspielen in der Schulmannschaft der Hiroshima Minami High School sowie in der Universitätsmannschaft der Osaka Gakuin University. 2024 wurde er von der Universität an den Zweitligisten Fujieda MYFC ausgeliehen. Sein Zweitligadebüt für den Verein aus Fujieda gab Kanda am 8. Juni 2024 (19. Spieltag) im Auswärtsspiel gegen Shimizu S-Pulse. Bei der 1:0-Niederlage wurde er in der 80. Minute für Kenshirō Hirao eingewechselt. 2024 bestritt er sechs Zweitligaspiele. Nach der Ausleihe wurde er im Februar 2025 fest von Fujieda unter Vertrag genommen.